# Plounévez-Lochrist
Plounévez-Lochrist (en bretó Gwinevez) és un municipi francès, situat a la regió de Bretanya, al departament de Finisterre. L'any 2006 tenia 2.367 habitants.

## Demografia
| 1962                                       | 1968  | 1975  | 1982  | 1990  | 1999  |  |
| ------------------------------------------ | ----- | ----- | ----- | ----- | ----- |  |
| 3.291                                      | 3.056 | 2.744 | 2.580 | 2.356 | 2.278 |  |
| Des de 1962: població sense dobles comptes |       |       |       |       |       |  |

## Administració
| Període   | Identitat      | Partit |
| --------- | -------------- | ------ |
| 2001-2008 | Anne Le Bras   |        |
| 2008-     | Gildas Bernard |        |